# Сардинський радіотелескоп
Сардинський радіотелескоп (англ. Sardinia Radio Telescope, SRT) — параболічний радіотелескоп, розташований на італійському острові Сардинія, на території муніципалітету Сан-Базиліо.
Сардинський радіотелескоп є третім за датою встановлення інструментом цього типу в Італії (після Медічинської радіообсерваторії і радіотелескопа Ното), першим за розміром і за технічним оснащенням.

## Будівництво та експлуатація
Сардинський радіотелескоп був створений і керується Національним інститутом астрофізики (INAF) через астрономічну обсерваторію Кальярі, Інститут радіоастрономії Болоньї та Астрофізичну обсерваторію Арчетрі.
Будівництво відбувалося за сприяння Міністерства освіти, університетів та наукових досліджень, автономного регіону Сардинія та Італійського космічного агентства.
Монтування інструменту почалось восени 2006 року і було завершено навесні 2011 року. Загальна вартість склала близько 60 мільйонів євро.
Механічні випробування приладу були завершені наприкінці січня 2012 року. Потім будівельна компанія передала будівельний майданчик INAF, який розпочав процедури технічного тестування. Радіотелескоп побачив перше світло 8 серпня 2012 року, коли він був спрямований у напрямку радіоджерела Гідра А, радіогалактики в сузір'ї Гідри. Згодом було розпочато етап випробувань для наукового ткстування приладу. У травні 2013 року під час цього етапу дослідницька група радіотелескопа була залучена до вивчення магнетара SGR J1745−2900, розташованого поблизу центру Чумацького Шляху. Радіотелескоп дозволив отримати сигнал високої якості, однозначно підтвердивши радіовипромінювання магнетара та продемонструвавши його значний потенціал у науковій сфері. Це спостереження стало приводом для першої наукової публікації, заснованої на даних, зібраних Сардинським радіотелескопом. Завдяки цьому та іншим результатам міжнародного значення у 2015 році етап наукової перевірки був завершений, а з початку 2016 року інструмент запрацював на повну силу.
Офіційна інавгурація пройшла 30 вересня 2013 року.

## Технічні особливості

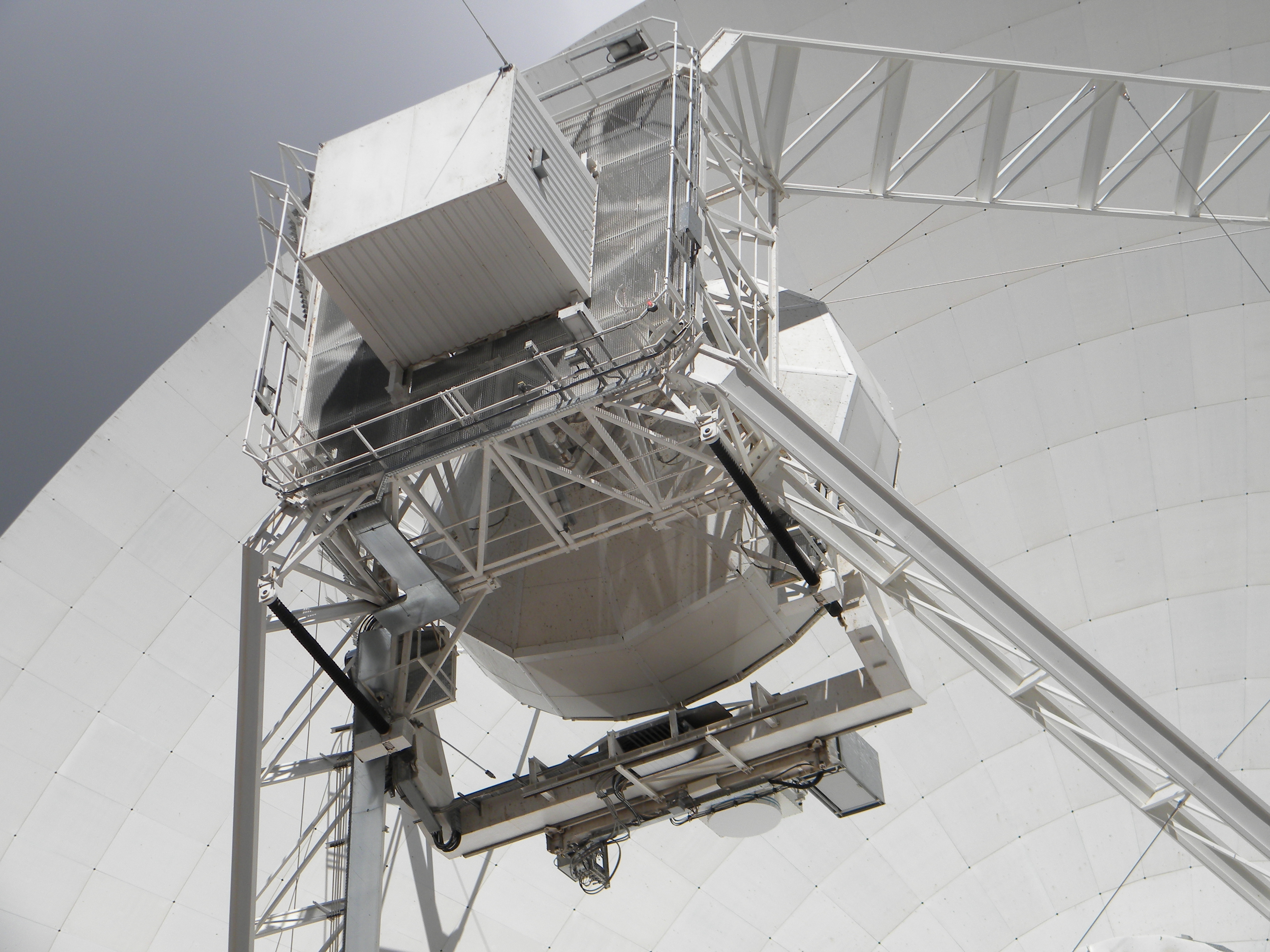
Вторинне дзеркало

Сардинський радіотелескоп є передовим інструментом з технологічної точки зору, що стосується як електронного обладнання, так і механічних компонентів, завдяки чому він здатний здійснювати точні рухи порядку 1/10000 градуса.
Алідада, на якій встановлено основне дзеркало, являє собою сталеву конструкцію висотою приблизно 35 метрів, здатну ефективно підтримувати дзеркало та механізми його руху та забезпечувати його обертання за допомогою 16 коліс, які ковзають по круглій рейці діаметром 40 метрів. Загальна вага, що спирається на рейку, становить 3000 тонн. Максимальна швидкість обертання становить 0,85 градусів/с за азимутом та 0,5 градусів/с за кутом. Прилад оснащений системою компенсації люфту.
Основне дзеркало приладу складається з 1008 алюмінієвих панелей, керованих 1116 електроприводами та з'єднаних для формування активної поверхні із загальним діаметром 64 м. Поверхня змінює свою форму, щоб компенсувати деформації, спричинені її власною вагою та коливаннями тиску й температури повітря; щоб забезпечити функціональність приладу, ці деформації не можуть перевищувати 0,3 мм. Ступінь деформацій вимірюється за допомогою трьох різних методів: фотографічного огляду; аналізу відмінностей у сигналі у порівняні з іншою опорною антеною; прямого виявлення через мережу з кількох сотень датчиків, встановлених на панелях. Друге дзеркало складається з 49 алюмінієвих панелей і має діаметр 7,9 м. Воно обладнане шістьма приводами, які утримують його в правильному положенні, коли змінюється положення всього інструменту, або, якщо необхідно, змінюють його орієнтацію. Правильність вирівнювання вторинного дзеркала перевіряється за допомогою лазерної системи контролю. Радіотелескоп орієнтується на потрібну точку за допомогою дванадцяти двигунів, чотири з яких здійснюють рух по висоті, а вісім — по азимуту.
Прилад має можливість роботи в шести різних фокусних положеннях, для кожного з яких передбачена зміна приймачів автоматичним механізмом. Завдяки цим характеристикам Сардинський радіотелескоп здатний приймати сигнали в широкому діапазоні частот від 0,3 до 100 ГГц. Синхронізація електронних приладів радіотелескопа відбувається за допомогою атомних годинників з лабораторії часу та частоти астрономічної обсерваторії Кальярі. Ті ж саме годинники також дають час і частоту, необхідні для роботи приймачів.
Інші допоміжні послуги, необхідні для діяльності Сардинського радіотелескопа, здійснюються астрономічною обсерваторією Кальярі: моніторинг радіохвильових перешкод, викликаних іншими видами діяльності (такими як телевізійне мовлення та мобільний телефон), моніторинг місцевих атмосферних умов (з особливою увагою до присутності та мінливості водяної пари) і, нарешті, дизайн і конструкція мікрохвильових приймачів та інших електронних приладів, встановлених на радіотелескопі.
Програмне забезпечення керування Сардинським радіотелескопом під назвою NURAGHE було розроблено персоналом INAF на основі програмного забезпечення ACS (Advanced Control Software, програмне забезпечення просунутого контролю), розробленого Європейською південною обсерваторією для проекту ALMA.
Обчислювальний кластер, що обслуговує Сардинський радіотелескоп, включений до системи розподілених обчислень під назвою Cybersar.

## Наукові задачі

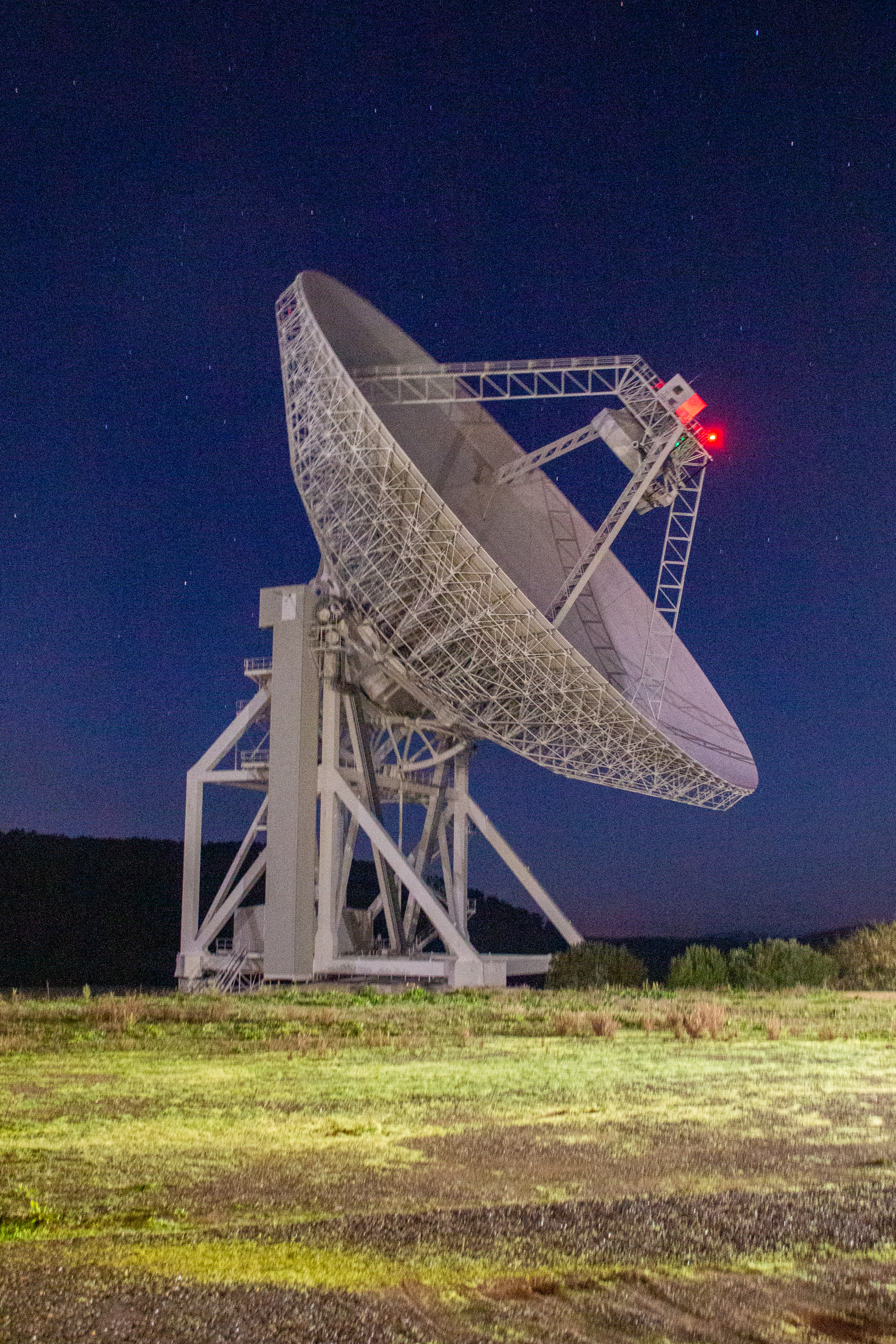
Сардинський радіотелескоп вночі

Сардинський радіотелескоп присвячує 80 % свого часу науковим дослідженням, а решту 20 % виконує функції управління автоматичними місіями дослідження космосу та штучними супутниками на орбіті навколо Землі. Для першого виду діяльності комітет у складі міжнародних експертів оцінює дослідницькі проєкти, представлені науковою спільнотою, і розподіляє між ними час на інструменті. Активна поверхня основного дзеркала робить Сардинський радіотелескоп придатним для дослідження небесних тіл, тоді як частотний діапазон, у якому він може працювати, дозволяє використовувати його для дослідження молекулярних хмар. Інші наукові дослідження, що проводяться на Сардинському радіотелескопі, стосуються вивчення зоряних систем, які досягли кінця свого життя, таких як пульсари (які ідеально підходить для експериментальної перевірки загальної теорії відносності), вивчення мазерів і об'єктів із сильним радіовипромінюванням (активні ядра галактик, радіогалактики, квазари, чорні діри), а також дослідження нещодавно відкритих планетних систем у пошуках планет з атмосферою.
Сардинський радіотелескоп також може робити внесок у геодинаміку шляхом вимірювання відносних зміщень тектонічних плит. Він дуже корисний у радіолокаційній астрономії, зокрема для спостереження за потенційно небезпечними астероїдами.
В задачах космонавтики Сардинський радіотелескоп використовується для керування автоматичними зондами і для збору даних, які вони надсилають на Землю. Тому радіотелескоп зацікавив ЄСА і НАСА і був включений в міжнародну Мережу далекого космічного зв'язку.
Встановлення Сардинського радіотелескопа дозволило створити в Італії першу інтерферометричну мережі з дуже довгою базою. Методи інтерферометрії дозволяють дослідникам радіоастрономії мати віртуальні інструменти, розмір яких можна порівняти з відстанню, на якій розташовані реальні радіотелескопи. У випадку італійської радіоінтерферометричної мережі з трьома радіотелескопами, — Медічина, Ното та Сардинським, — виходить віртуальний радіотелескоп розміром з усю Італію.
Сардинський радіотелескоп також є найдосконалішим з погляду технології елементом Європейської РНДБ-мережі. У режимі радіоінтерферометра дані з радіотелескопа передаються в центр управління мережею в інституті JIVE в Двінгело (Нідерланди), який збирає і зіставляє дані, отримані різними радіотелескопами мережі.
Крім того, Сардинський радіотелескоп є частиною Європейського масиву таймінгу пульсарів, спрямованого на виявлення гравітаційних хвиль через вимірювання енрегулярностей в приймаємих сигналах пульсарів. Дані спостережень, проведених у межах цієї співпраці, надсилаються на обробку до обсерваторії Джодрелл-Бенк.
Характеристики Сардинського радіотелескопа дозволяють використовувати його як наземний компонент у радіоастрономічних дослідженнях, що проводяться з космосу, у яких база інтерферометричної мережі має розміри в сотні тисяч кілометрів. Прикладом таких експериментів є спільний експеримент з супутником Радіоастрон.

## Наукові результати

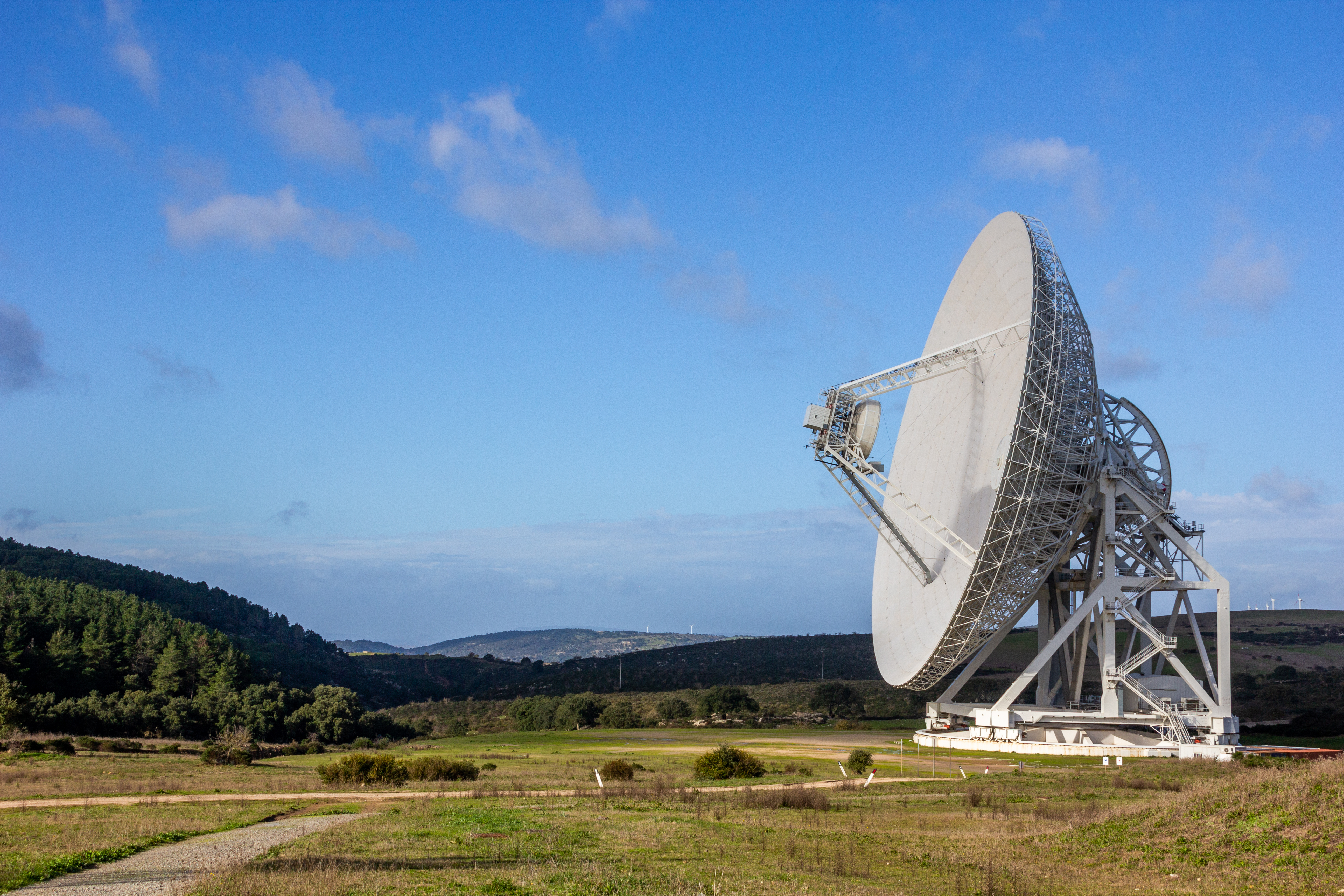
Панорамний вид на радіотелескоп

У 2015 році, незадовго до початку повноцінної роботи, Сардинський радіотелескоп використовувався в серії спільних спостережень з сімома іншими радіотелескопами мережі EVN. Тоді об'єктом спостережень булли газ та пил, що швидко оберталася навколо нещодавно утвореної масивної зорі в області зореутворення Цефей A. Завдяки радіовипромінюванню мазерів, присутніх у цій газовій хмарі, вперше вдалося досягти реконструкції її тривимірного руху.
На початку 2016 року, щойно почавши працювати, Сардинський радіотелескоп використовувався для дослідження надмасивної чорної діри в ядрі галактики, що рухається до скупчення галактик 3C 129. Ці перші для Сардинського радіотелескопа дослідження в поляризованому світлі дозволили зробити висновок, що раніше спостережувані особливості цього об'єкта пов'язані з його надзвуковим рухом зі швидкістю порядку кількох мільйонів км на годину.
У рамках деяких досліджень магнітних полів у скупченнях галактик Abell 194 і скупчення CIZA J2242+5301, вимірювання Сардинського радіотелескопа 2016 року підтвердили теорії про утворення скупчень шляхом злиття менших груп галактик.